# متروک (فیلم ۱۹۵۵)
رهاشدگان (به انگلیسی: The Abandoned) یا ناجورها (به ایتالیایی: Gli Sbandati) فیلمی ایتالیایی محصول سال ۱۹۵۵ و به کارگردانی فرانچسکو ماسلی است. در این فیلم بازیگرانی همچون لوچا بوزه، آیسا میراندا ، ژان-پیر موکی، آنتونی استفن، گولیاردا ساپینزا، جولیانو مونتالدو، ماریو جیروتی ، دولوریس پالومبو ، اورلیو فیرو، ریکاردو گرونه ، توری پاندولفینی و جولیو پارادیزی ایفای نقش کرده‌اند.